# Chidi Okezie
Chidi Okezie (8 agosto 1993) è un velocista nigeriano con cittadinanza statunitense.
È nato negli Stati Uniti d'America da padre nigeriano e madre giamaicana. Da juniores ha gareggiato per gli Stati Uniti, prima di optare per rappresentare la Nigeria nelle competizioni internazionali.

## Palmarès
| Anno                                | Manifestazione          | Sede         | Evento        | Risultato   | Prestazione | Note            |
| ----------------------------------- | ----------------------- | ------------ | ------------- | ----------- | ----------- | --------------- |
| In rappresentanza degli Stati Uniti |                         |              |               |             |             |                 |
| 2012                                | Mondiali juniores       | Barcellona   | 4×400 m       | Oro         | 3'03"99     |                 |
| In rappresentanza della Nigeria     |                         |              |               |             |             |                 |
| 2016                                | Mondiali indoor         | Portland     | 400 m piani   | Batteria    | 47"05       |                 |
| 2016                                | Mondiali indoor         | Portland     | 4×400 m       | 5º          | 3'08"55     |                 |
| 2016                                | Campionati africani     | Durban       | 400 m piani   | Bronzo      | 45"76       |                 |
| 2018                                | Mondiali indoor         | Birmingham   | 400 m piani   | Semifinale  | 48"53       |                 |
| 2018                                | Giochi del Commonwealth | Gold Coast   | 400 m piani   | Semifinale  | 47"33       |                 |
| 2018                                | Giochi del Commonwealth | Gold Coast   | 4×400 m       | Batteria    | dq          |                 |
| 2018                                | Campionati africani     | Asaba        | 400 m piani   | Bronzo      | 45"65       |                 |
| 2018                                | Campionati africani     | Asaba        | 4×400 m       | Bronzo      | 3'04"88     |                 |
| 2019                                | Giochi panafricani      | Rabat        | 400 m piani   | Bronzo      | 45"61       |                 |
| 2019                                | Giochi panafricani      | Rabat        | 4×400 m       | Bronzo      | 3'03"42     |                 |
| 2022                                | Campionati africani     | Saint-Pierre | 200 m piani   | 4º          | 21"02       |                 |
| 2022                                | Campionati africani     | Saint-Pierre | 4×400 m       | Bronzo      | 3'07"05     |                 |
| 2024                                | Giochi panafricani      | Accra        | 400 m piani   | Oro         | 45"06       | [ 1 ]           |
| 2024                                | Giochi panafricani      | Accra        | 4x400 m       | Bronzo      | 3'01"84     | [ 2 ]           |
| 2024                                | World Relays            | Nassau       | 4x400 m       | 8º          | 3'16"68     |                 |
| 2024                                | World Relays            | Nassau       | 4x400 m mista | 4º          | 3'12"82     | Record africano |
| 2024                                | Campionati africani     | Douala       | 400 m piani   | Semifinale  | 45"96       |                 |
| 2024                                | Campionati africani     | Douala       | 4x400 m       | 4º          | 3'02"93     |                 |
| 2024                                | Giochi olimpici         | Parigi       | 400 m piani   | Ripescaggio | 45"92       |                 |
| 2024                                | Giochi olimpici         | Parigi       | 4x400 m       | Batteria    | dq          |                 |

## Altre competizioni internazionali
2018
- Argento in Coppa continentale ( Ostrava), 4×400 m mista - 3'16"19